# Seixoeira-grande
Seixoeira-grande (Calidris tenuirostris) é uma espécie de ave maçarico da Nova Zelândia que, segundo a IUCN, está em situação de risco de extinção.